# Adelbert von Tobold
Adelbert von Tobold, född 1827, död 1907, var en tysk läkare. 
Tobold blev 1855 medicine doktor i Berlin och ägnade sig kort därpå som specialist åt struphuvudets sjukdomar samt anställdes som docent i detta ämne vid Berlins universitet. Han adlades 1907.